# (8693) Matsuki
(8693) Matsuki (1992 WH1) – planetoida z pasa głównego asteroid okrążająca Słońce w ciągu 3,74 lat w średniej odległości 2,41 au. Odkryta 16 listopada 1992 roku.